# Northumberland-Ouest
Pour les articles homonymes, voir Northumberland.
Northumberland-Ouest fut une circonscription électorale fédérale de l'Ontario, représentée de 1867 à 1917.
C'est l'Acte de l'Amérique du Nord britannique de 1867 qui divisa le comté de Northumberland en deux districts électoraux, Northumberland-Est et Northumberland-Ouest. Abolie en 1914, elle fut intégrée à la circonscription de Northumberland.

## Géographie
En 1867, la circonscription de Northumberland-Ouest comprenait:
- Les cantons d'Alnwick, Haldimand et Hamilton
- La ville de Colbourg

## Députés
1. 1867-1874 — James Cockburn, CON
2. 1874-1878 — William Kerr (en), PLC
3. 1878-1881 — James Cockburn, CON (2)
4. 1881-1891 — George Guillet, CON
5. 1891-1892 — John Hargraft, PLC
6. 1892-1900 — George Guillet, CON
7. 1900-1911 — John B. McColl, PLC
8. 1911-1917 — Charles Arthur Munson, CON

- CON = Parti conservateur du Canada (ancien)
- PLC = Parti libéral du Canada